# Messe solennelle en l'honneur de sainte Cécile

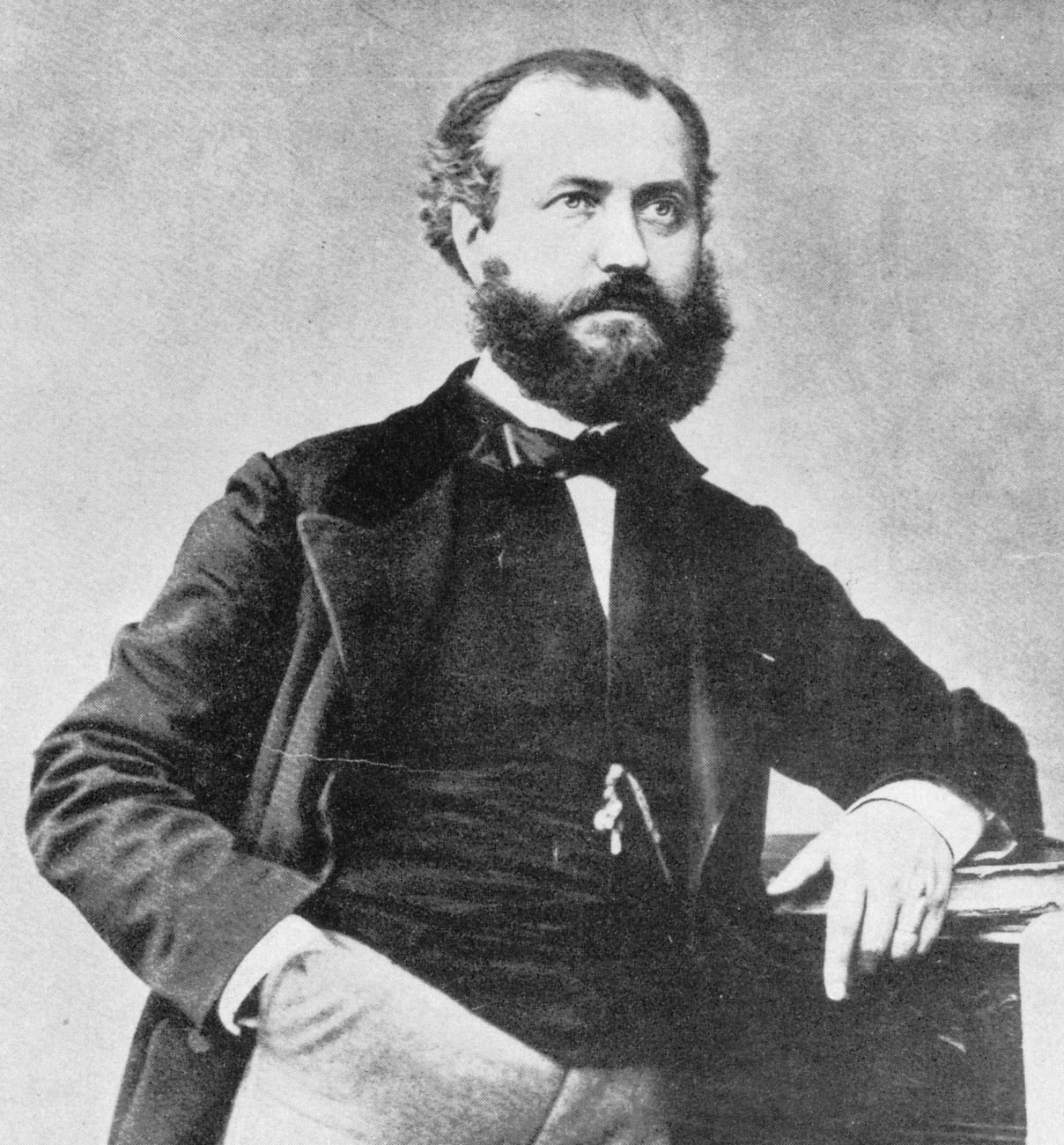
Charles Gounod

La Messe solennelle en l'honneur de sainte Cécile est une composition musicale du compositeur français Charles Gounod. Il s'agit de son œuvre la plus connue en dehors de ses opéras.
Composée pour soprano, ténor et basse, chœur mixte et grand orchestre, elle a été créée le 22 (ou le 29) novembre 1855 à l'église Saint-Eustache de Paris, à l'occasion de la fête de sainte Cécile, patronne des musiciens.

## Organisation formelle et analyse
La messe est composée de huit mouvements, les cinq parties du propre de la messe étant complétées par trois mouvements supplémentaires.

### Offertoire
Sous-titré Invocation pour l'orchestre seul, cet Offertoire en la bémol majeur (Adagio molto, 
) est donc effectivement la seule pièce de l’œuvre composée sans la présence de la voix.
Il semble que Gounod ait composé en septembre 1873 un nouvel Offertoire qui aurait été exécuté pour la première fois lors d'un concert à Londres le 7 février 1874. Cet Offertoire n'a a priori pas été édité et ne nous est pas parvenu.

### Domine Salvum
Pour terminer la messe, ce court mouvement Domine salvum (en sol majeur, largo, 
) est composé de trois parties, chacune étant une prière pour l’Église (sans accompagnement), l'armée ainsi que la Nation. En raison de l'État à l'époque, le texte fut donc modifié : « Domine, salvum fac Imperatorem nostrum Napoleonem et exaudi... ».

## Discographie
- Pilar Lorengar, soprano ; Heinz Hoppe, ténor ; Franz Crass, basse ; Henriette Puig-Roget, orgue ; Chœurs René Duclos ; Orchestre de la Société des concerts du Conservatoire, dir. Jean-Claude Hartemann (3-8 juin 1963, EMI 7 69812 2) (OCLC 52551392)
- Irmgard Seefried, soprano ; Gerhard Stolze, ténor ; Hermann Uhde, basse ; Chœur et Orchestre philharmonique tchèque, dir. Igor Markevitch (juin 1965, DG) (OCLC 429011884)
- Barbara Hendricks, soprano ; Laurence Dale, ténor ; Jean-Philippe Lafont, baryton ; Chœur de Radio France, Nouvelle Orchestre de Radio France, dir. Georges Prêtre (20-21 décembre 1983, EMI)[1] (OCLC 319809651)
- Hisa Fukuda, soprano ; Friedrich Lenz, ténor ; Matthias Pleis, basse ; Leopold Wittmann, orgue ; Chœur et Orchestre de saint-Michael de Munich, dir. Elmar Schloter (1986, Koch) (OCLC 44758791)
- Angela Maria Blasi, soprano ; Christian Elsner, ténor ; Dietrich Henschel, baryton ; Münchner Motettenchor ; Münchner Symphoniker, dir. Hans Rudolf Zöbeley (13-17 mars 1996, Calig CAL 50956 / Profil-Édition Günter Hänssler) (OCLC 64638758)